# Pareas hamptoni
Pareas hamptoni är en ormart som beskrevs av Boulenger 1905. Pareas hamptoni ingår i släktet Pareas och familjen snokar. Inga underarter finns listade i Catalogue of Life.
Denna orm förekommer i Sydostasien i södra Kina (provinserna Guizhou, Hainan och Yunnan), Hongkong, Laos, östra Myanmar, norra Thailand, Vietnam och Kambodja. Den lever i kulliga områden och i bergstrakter mellan 600 och 1500 meter över havet. Arten lever i skogar nära vattenansamlingar och den klättrar i träd. Individerna kan vara dag- och nattaktiva. De har snäckor och sniglar som föda. Honor lägger ägg.
I begränsade områden hotas beståndet av intensivt skogsbruk, svedjebruk eller skogens omvandling till samhällen. Pareas hamptoni dokumenteras regelbunden men inte ofta. IUCN kategoriserar arten globalt som livskraftig.